# Lilian Ferreira
Lilian Ferreira (São Paulo 10 de enero de 1973) es una jugadora profesional brasileña de voleibol.

## Clubes
- 2012/2013.- Super Liga Suecia Hylte Halmstad Volley
- 2011-2012.- Haro Rioja Voley (Superliga),  España
- 2008-2011.- Nuchar Eurochamp Murillo (Superliga 2),  España
- 2007.- Haro Rioja Voley (Superliga),  España
- Grupo Covadonga de Gijón,  España
- Acesol Voley,  España
- 1998-2001.- Gimnasia Esgrima,  Argentina

## Logros obtenidos

### Clubes
- 2010 / 2011.- Campeona de Superliga 2 y ascenso a Superliga con Nuchar Eurochamp Murillo.
- 2010 / 2011.- Incluida en el 7 ideal de las jornadas 5, 13 y 21 de Superliga 2.
- 2010.- Campeona de la Copa de la Princesa de Asturias con Nuchar Tramek Murillo.
- 2010.- Incluida 6 veces en el 7 ideal de la jornada en Superliga 2.
- 2009.- Ascenso a Superliga 2 con el Nuchar Tramek Murillo.
- 2008.- Ascenso a liga FEV con el Nuchar Tramek Murillo.
- 1998 / 2001.- 4 veces Campeona Metropolitana.
- 1998 / 2001.- 4 veces Campeona de la liga de Argentina.